# Zalophus wollebaeki
El león marino de las Galápagos o lobo marino de Galápagos (Zalophus wollebaeki) es una especie de mamífero carnívoro de la familia de los otáridos, que solo habita en las Islas Galápagos y eventualmente en las islas de Malpelo y Gorgona. La población local cuenta ahora con 50 000 ejemplares. Durante mucho tiempo, se ha discutido si se trata de una subespecie del león marino de California (Zalophus californianus), por lo que su nombre científico sería Zalophus californianus wollebaeki.
Ya en 1953, el zoólogo Erling Sivertsen creó una nueva clasificación orientativa, después de que investigara y catalogara de nuevo, en el Museo de Oslo, cráneos y restos arqueológicos, recogidos por el buque de expedición noruego MK Norvegia, entre 1928 y 1929.
Un estudio genético molecular del Instituto de Genética de la Universidad de Colonia, del Instituto Max-Planck de Biología Evolutiva en Plön (Diethard Tautz) y del Departamento de Ciencias de la Conducta en la Universidad de Bielefeld, llegó a la conclusión 50 años más tarde de que los SNP de las mitocondrias y de los núcleos celulares justifican una separación en varias especies.
El león marino de California y el de las Islas Galápagos se separaron, según su reloj molecular, hace aproximadamente 2,3 (± 0,5) millones de manera que se debe partir de la idea de que es una especie independiente, máxime cuando en la genética de la población de los leones marinos de las Islas Galápagos no se observa el clásico efecto de “cuello de botella”.

## Características

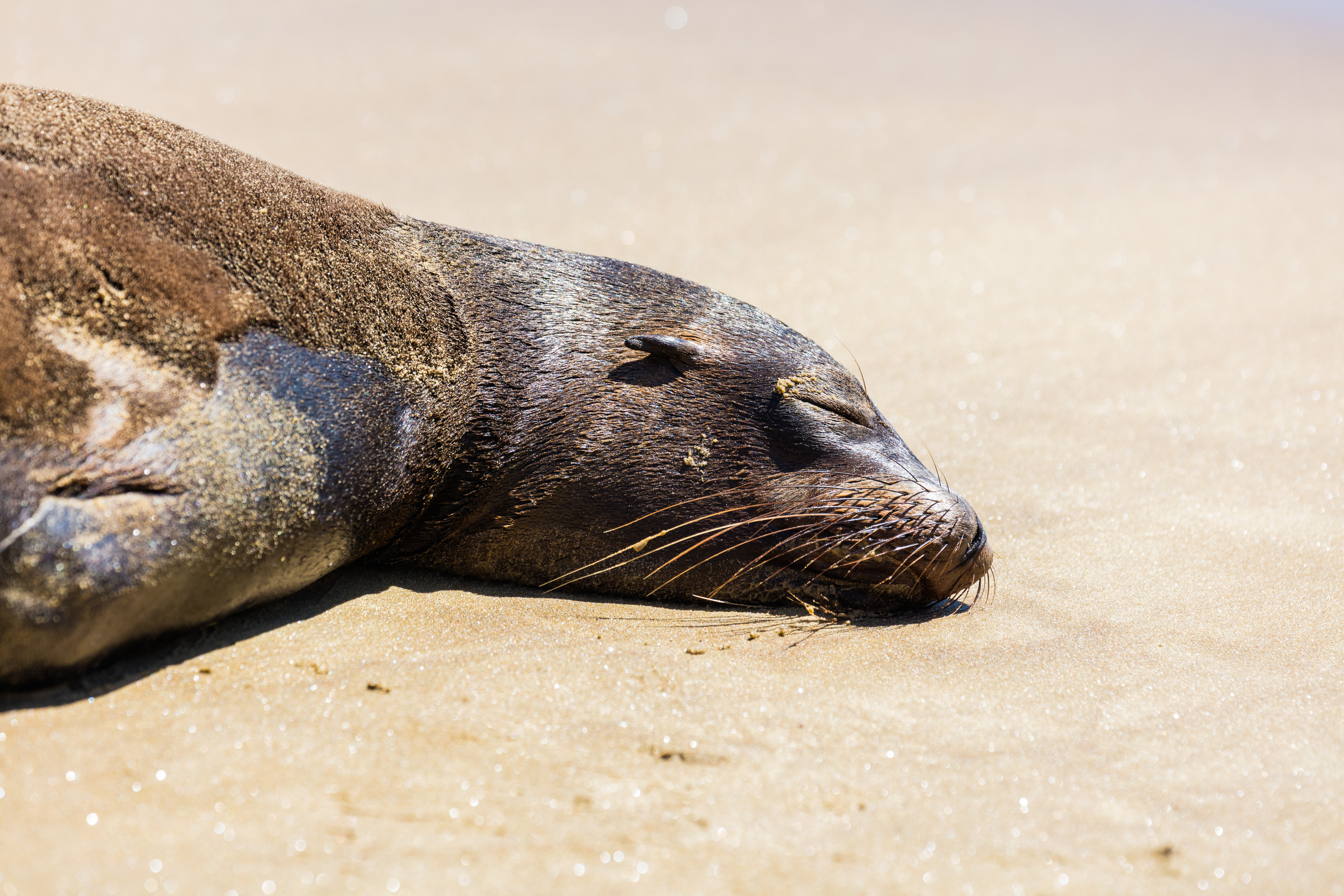
Detalle de la cabeza de un adulto.

A simple vista, el león marino de las Islas Galápagos se parece a su pariente, el león marino de California. Las diferencias se aprecian en el tamaño corporal y en la morfología del cráneo. El hocico es más alargado y más puntiagudo que el de sus parientes californianos. En comparación, las otras especies de león marino muestran un hocico como el del perro Bulldog. El macho alcanza una longitud de 250 a 270 cm, así como un peso de unos 250 kg. Sin embargo, la hembra es más pequeña y ligera, con una longitud de entre 150 y 170 cm y un peso de 60 a 100 kg. Su piel puede mostrar colores marrón claro, marrón tostado o marrón grisáceo, mientras que la piel de las hembras y de los animales jóvenes muestra más bien un matiz marrón claro. En la hembra, los órganos sexuales externos se distinguen en menor medida que los de los machos. Se puede distinguir mejor a los machos adultos de las hembras debido a su tamaño y, sobre todo, por el bulto de su frente. Además, muestran otros modelos de conducta, especialmente durante la época de reproducción o época reproductiva

## Distribución geográfica

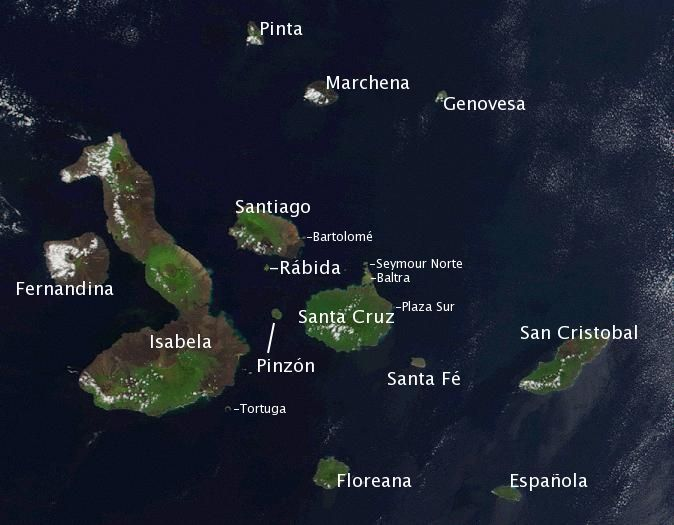
Islas Galápagos

Los leones marinos de las islas Galápagos habitan como especie endémica en el Pacífico oriental de estas islas, situadas a unos 1000 km al oeste del Estado sudamericano de Ecuador. Se encuentran en todo el archipiélago durante todo el año. Sin embargo, se han observado ejemplares vagantes fuera de las islas Galápagos. En 1986, en la isla de la Plata, no muy lejos de la costa de Ecuador, fueron avistados unos solitarios nómadas desde la costa ecuatoriana al norte de la isla Gorgona (Colombia). También existe un informe de avistamiento procedente de la isla del Coco, situada aproximadamente a 500 km al sudoeste de Costa Rica. También es frecuente su avistamiento en las costas e islas del pacífico de Panamá. Por ello, continúa siendo un endemismo reproductivo de las islas Galápagos.

## Modo de vida

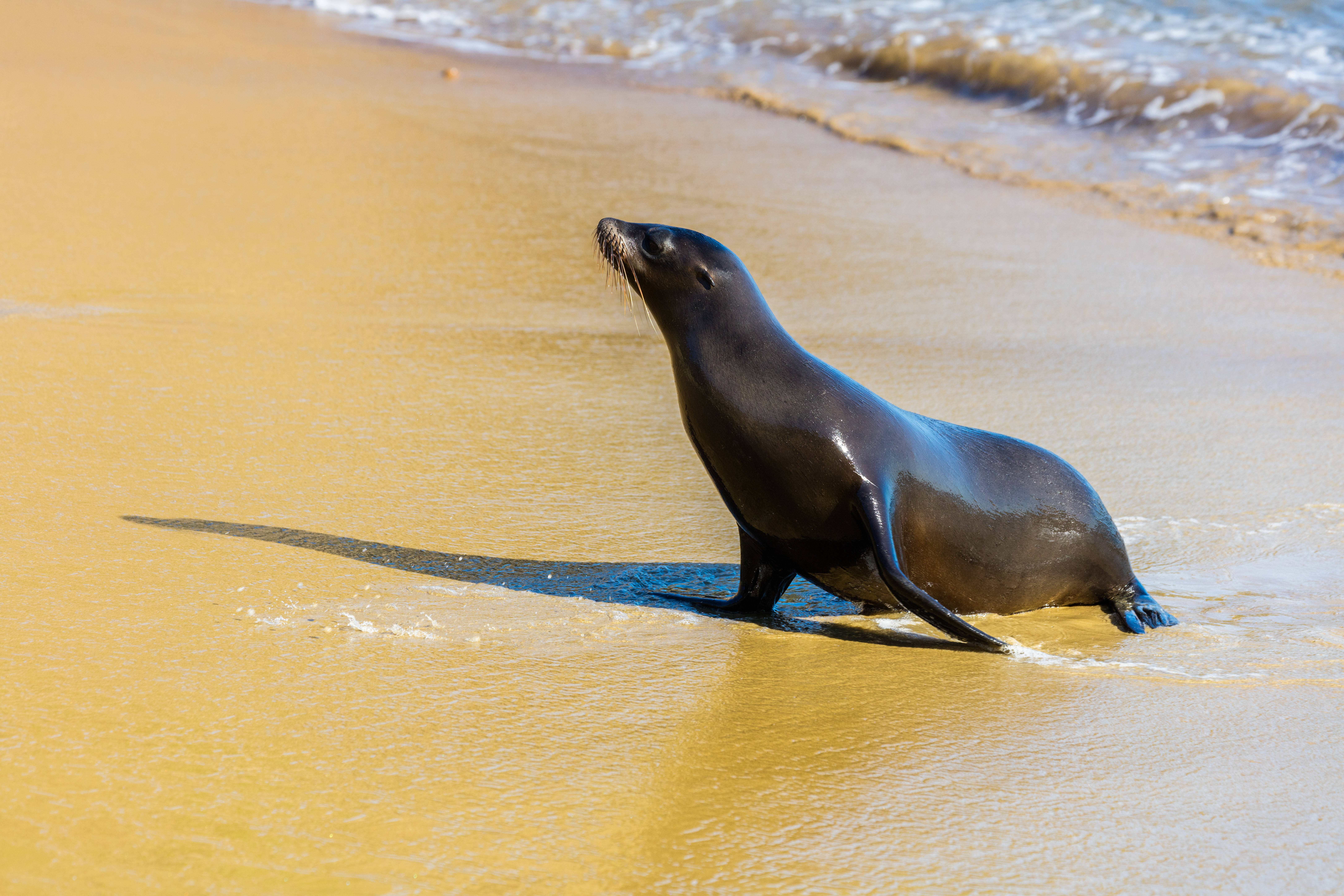
León marino de las Islas Galápagos

A diferencia de los leones marinos de California, los leones marinos de las Islas Galápagos habitan alrededor de la línea de costa, en terreno volcánico, puesto que las playas de arena de las Islas Galápagos son prácticamente inexistentes. Sin embargo, allí se toma la mayoría de fotografías turísticas, de manera que, por lo general, se ve en las instantáneas a los animales en este entorno.

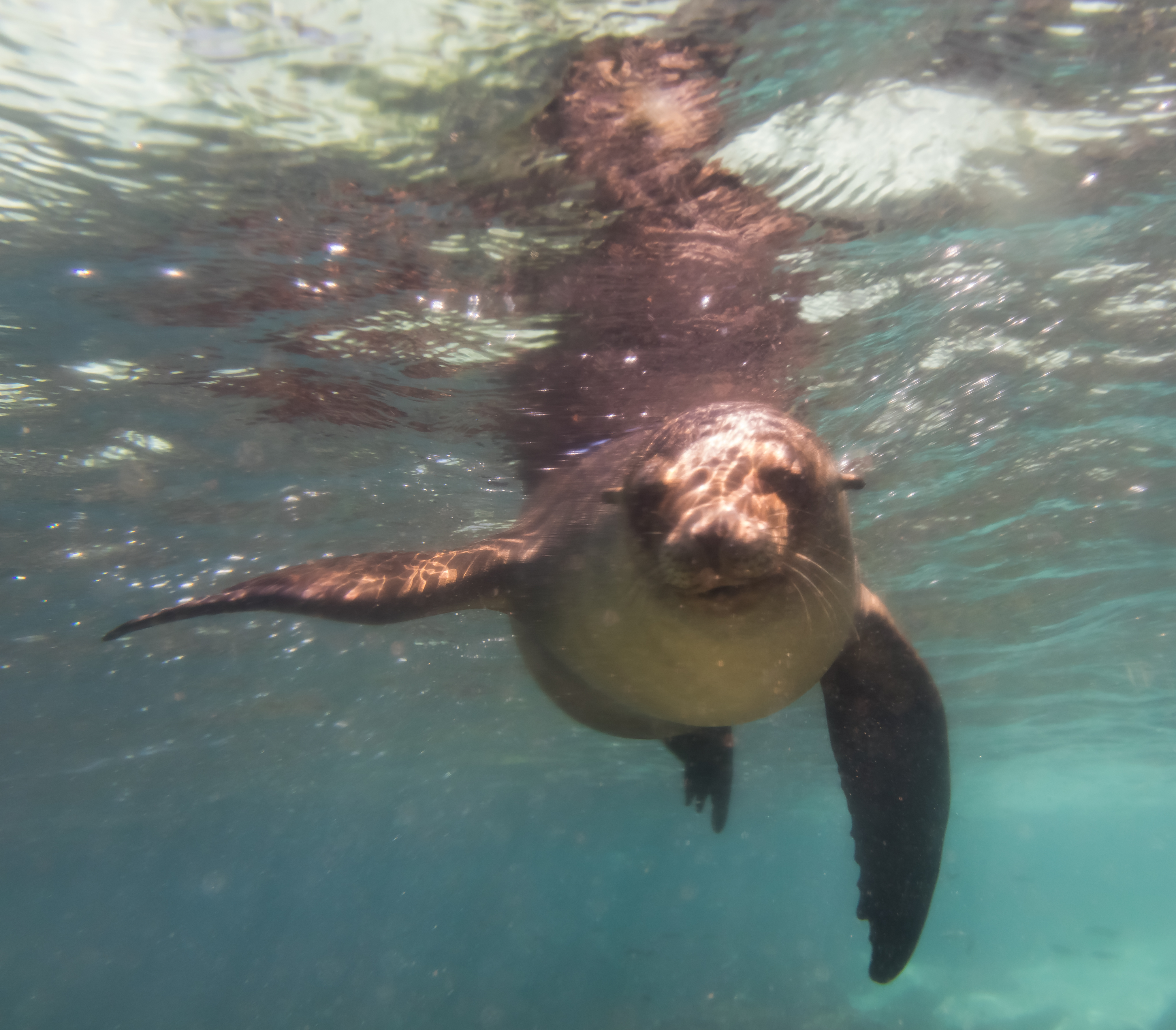
Ejemplar bajo el agua.

### Alimentación
Hasta la fecha, no hay estudios empíricos satisfactorios relativos a la dieta de los leones marinos de las Islas Galápagos. Las investigaciones realizadas al azar sobre el contenido estomacal en algunos ejemplares sugieren que los animales capturan peces óseos (Osteichthyes), arenques del Pacífico (Clupea pallasii) o peces linterna (Myctophidae) de pequeño y mediano tamaño. Esto conlleva a que deban sumergirse a grandes profundidades que oscilan, habitualmente, entre los 30 y 40 metros para alcanzar esta última especie. Puede que los moluscos también formen parte de su alimentación. Por lo que parece, los leones marinos de las Galápagos solo cazan durante el día. La imagen vinculada a continuación, que muestra un león marino de las Islas Galápagos cazando en un banco de peces a 35 m de profundidad, ratifica esta habilidad.

### Comportamiento social
En contrapunto a los demás tipos de leones marinos, como por ejemplo el león marino de Steller (Eumetopias jubatus), que vive en un grupo social bien estructurado (al igual que los osos marinos), los leones marinos de las Galápagos se encuentran, en comparación,  en grupos variables carentes de organización, al igual que ocurre con sus parientes californianos.

### Reproducción y cría

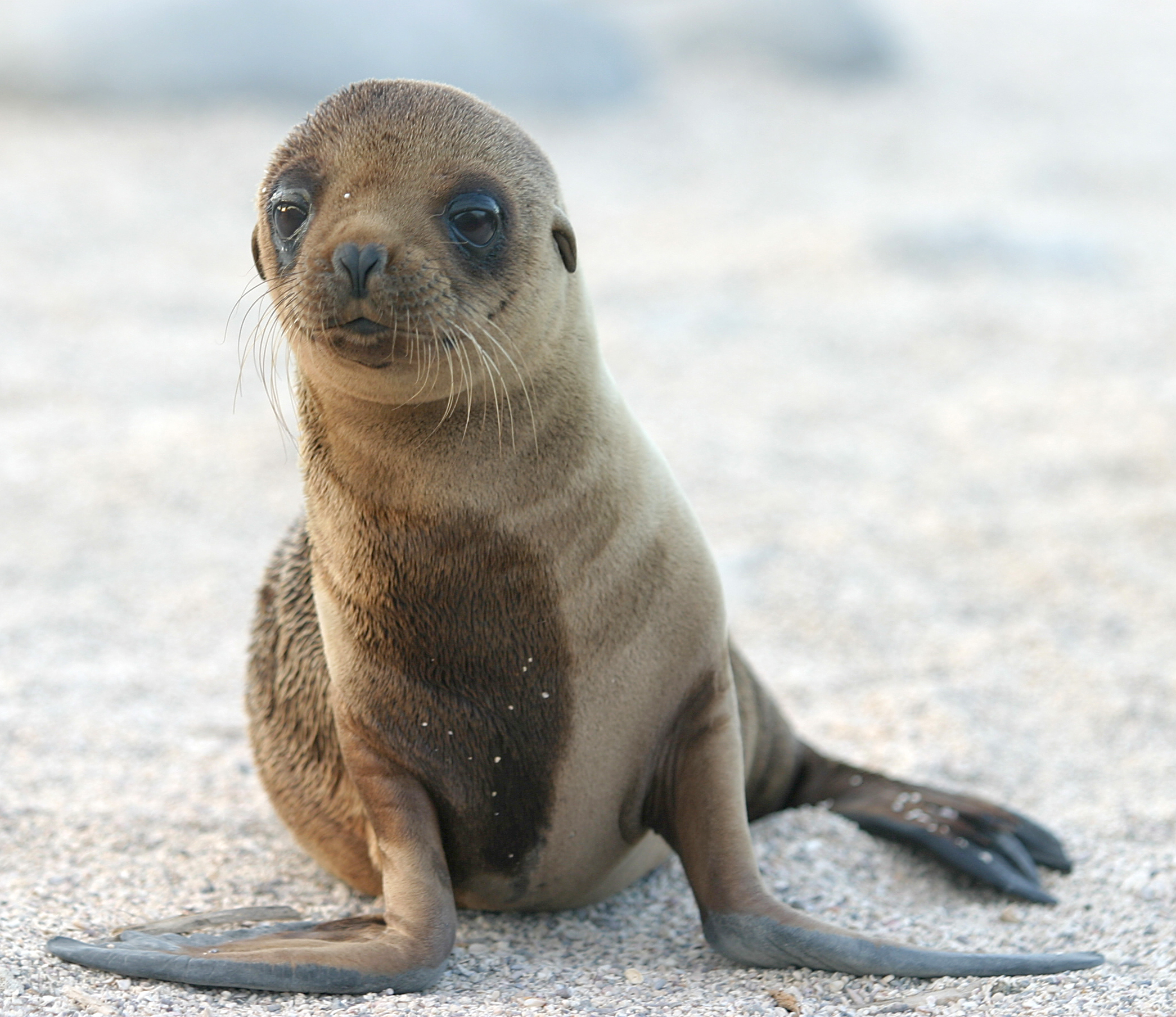
Cría de león marino de las Galápagos

Los machos llamados búfalos vigilan rigurosamente su harén alrededor de las zonas costeras y marinas. Su periodo de apareamiento transcurre desde mayo hasta el siguiente mes de enero. La gestación dura entre 342 y 365 días. Las hembras destetan a sus crías pasados 11 o 12 meses, pero algunas amamantan a sus crías de un año de edad junto a las recién nacidas. Las crías roanas aprenden a nadar, junto a otros congéneres, durante la primera o segunda semana de vida, en calas comunitarias. La hembra se vuelve a aparear después de que las crías alcanzan la segunda o tercera semana de vida. Durante el día, esta se dedica a la caza. Los intervalos para nutrir a sus crías entre los períodos de caza son cortos. Su metabolismo se ralentiza con el agua fría para poder ocuparse de sus crías por la noche. Los fuertes vínculos afectivos entre madres y crías duran hasta tres años.

## Población y conservación de las especies

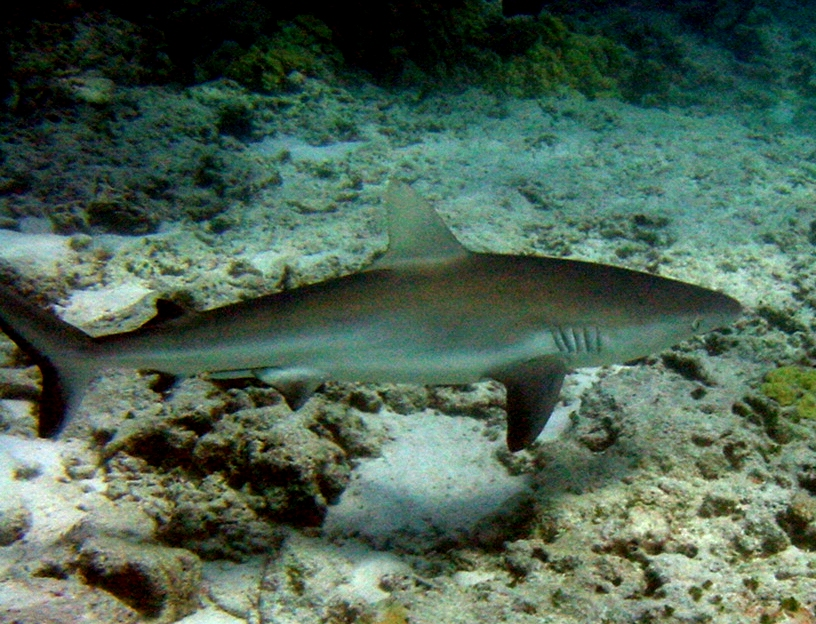
Tiburón de Galápagos (Carcharhinus galapagensis)

La población de los animales oscila entre 20 000 y 50 000 ejemplares. Debido al incremento de muertes y de animales que migraron a causa de los efectos del fenómeno meteorológico El Niño, la población se reducía de vez en cuando, al mismo tiempo que disminuía la existencia de peces. Además, durante los últimos años se sumaron un brote de Poxviridae y un aumento de estrés debido a la búsqueda de alimento. Mientras tanto y pese a todo esto, se cree que la población se ha recuperado. Cada vez aparecen más informes sobre perros salvajes y vagabundos, que pudieron haber sido asesinados por los leones marinos jóvenes de las Islas Galápagos. Los depredadores de los leones marinos de esa zona son los tiburones de las Islas Galápagos (Carcharhinus galapagensis) y las orcas, como demuestran las heridas y cicatrices de los animales supervivientes, así como las filmaciones recogidas. 
Desde 1996, los lobos marinos de Galápagos figuran como especies amenazadas en la Lista Roja de la UICN.

## Lobos marinos de las Islas Galápagos como sujetos de investigación y de “atracción turística”

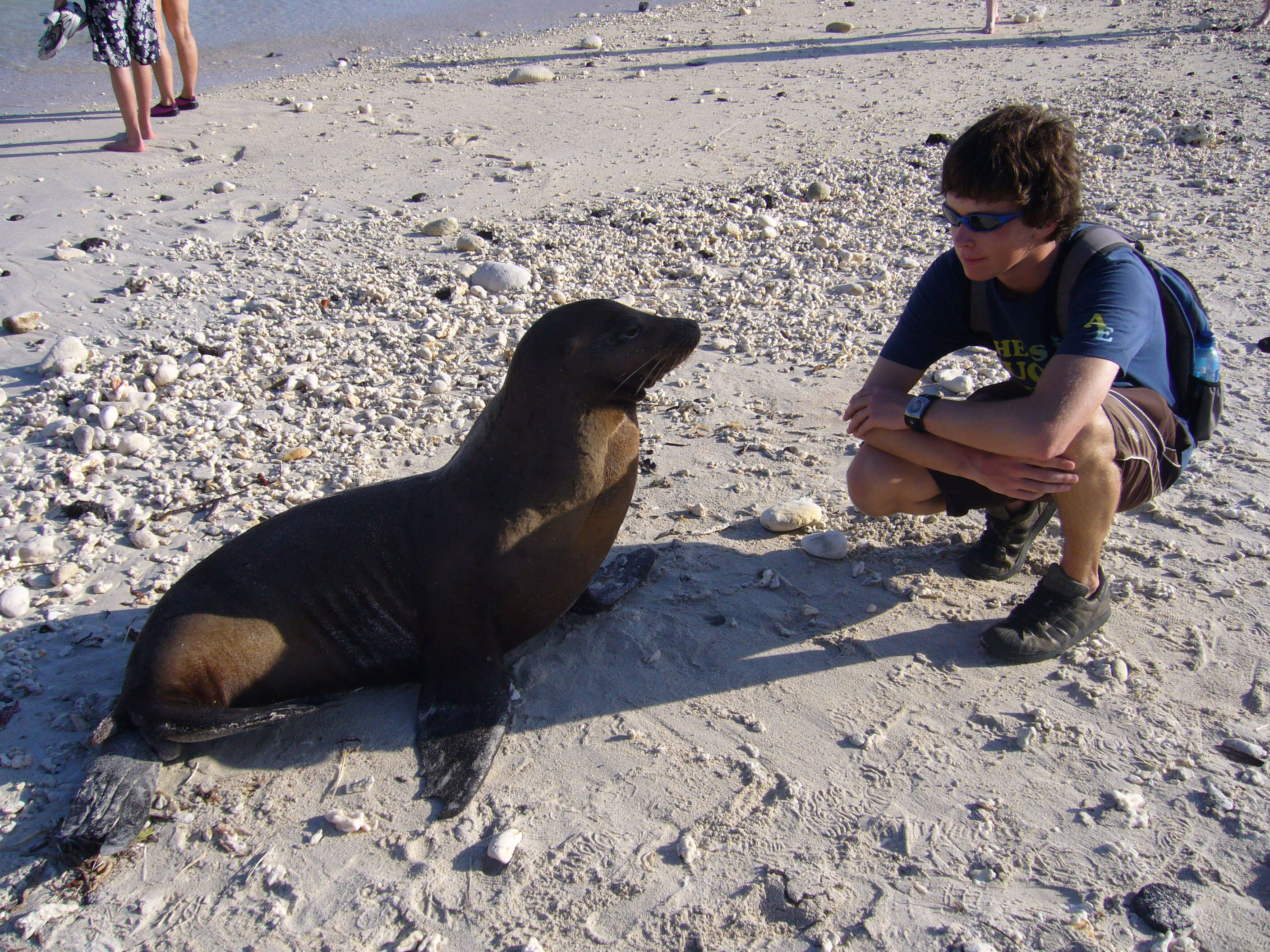
León marino de las Islas Galápagos con un turista

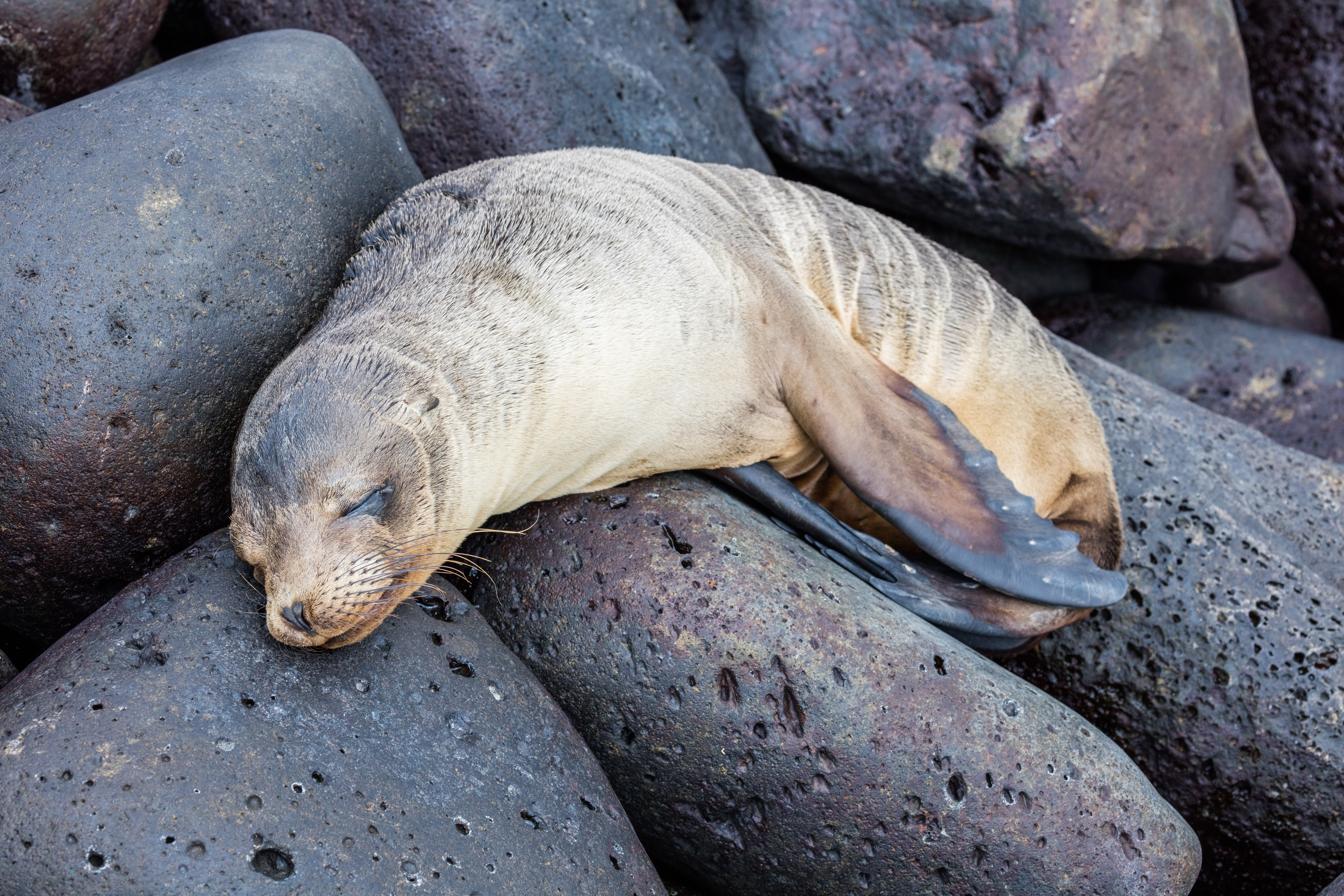
Joven león marino con bebe en isla Lobos, Galápagos.

Los leones marinos no temen a las personas. Esto les hacía vulnerables cuando se acercaban a las embarcaciones, pues sus propietarios se aprovisionaban con ellos. Actualmente, esta leve timidez hacia el hombre se utiliza para su investigación. A mediados de la década de los 50, I. Eibl-Eibesfeldt publicó varios artículos y documentales sobre los leones marinos de las Islas Galápagos. Sin embargo, en la actualidad también son objeto de observación para diversos turistas guiados en grupos reducidos a través del parque natural de la Isla; quienes, al fin y al cabo, pueden hacer que peligren las existencias. Los buceadores se encuentran incluso con hembras juguetonas; mientras, los machos dominantes persisten bajo el agua para preservar su territorio. En ese caso, pueden suponer un peligro para los buceadores.

## Enlaces
Galápagos en línea
- Datos: Q998769
- Multimedia: Zalophus wollebaeki / Q998769
- Especies: Zalophus wollebaeki